# محسن قبادی
محسن قبادی‌فرد (زاده ۱۳۱۶ – درگذشته مهر ۱۳۸۲) بازیگر سینمای ایران بود.

## زندگی‌نامه
محسن قبادی‌فرد در سال ۱۳۱۶ در تهران زاده شد. وی دارای مدرک لیسانس علوم تغذیه بود. او در قطعه هنرمندان بهشت زهرا به خاک سپرده شد.

## فیلمشناسی

### بازیگر
سینمایی
- شخص دوم (کوتاه- ۱۳۶۸)
- سراب (۱۳۶۵)
- ملاقات (۱۳۶۵)
- مدرک جرم (۱۳۶۴)
- برگ و باد (۱۳۶۳)
- حادثه (۱۳۶۳)
- شکار در شب (نمایش داده نشد- ۱۳۶۳)
- یک روز گرم (۱۳۶۳)
- کوثر (نمایش داده نشد ۱۳۵۳)
- رضا هفت‌خط (۱۳۵۱)
- ساعت فاجعه (۱۳۵۱)
- زنگ‌های خطر (۱۳۴۲)

تلویزیونی
- پدرخوانده (۱۳۷۸)
- پاییز صحرا (۱۳۶۴–۱۳۶۵)
- بازی پنهان (۱۳۷۸–۱۳۸۰)
- پسرعموها (۱۳۷۳)

### مدیر تهیه
- ترس و تاریکی (۱۳۴۲)
- زنگ‌های خطر (۱۳۴۲)

### چهره پرداز
- ۱ - شیطان سفید (۱۳۴۴)
- ۲ - ترس و تاریکی (۱۳۴۲)